# Batalla del Campo Sans Culotte
La batalla del Campo Sans Culotte fue librada el 5 de febrero de 1794 durante la Guerra del Rosellón. En ella se enfrentaron los ejércitos de la República francesa y el Reino de España. Se libró en Urruña (Francia).

## Antecedentes
En respuesta a la ejecución de Luis XVI por alta traición el 21 de enero de 1793, España declaró la guerra a Francia el 17 de abril de 1793. Tras casi un siglo de alianza pacífica franco-española bajo los Pactos de Familia España se ve con la necesidad de aliarse con la que era su enemiga, Gran Bretaña firmando su adhesión a la Primera Coalición en el Tratado de Aranjuez.
Francia, que ya había declarado la guerra a España el 7 de marzo,, movilizó a 300 000 soldados con la intención de defender la República el día 23 del mismo mes.
Ventura Caro establecía su cuartel general en Irún. Seis días después de que España declarase la guerra, Ventura Caro desobedece la orden de mantenerse a la defensiva y aprovechando la debilidad francesa decide atacar, desde Fuenterrabía, la ciudad de Hendaya y su Gaztelu zahar que destruiría en mayo. Continuó atacando las posiciones francesas en Sara, Ciboure y Bidarte. El 1 de mayo Francia creaba el Ejército de los Pirineos Occidentales. Caro decidió el 6 de junio atacar con éxito las posiciones francesas en la altiplanicie de Chateau-Pignon. Las tropas francesas, cazadores, estaban dirigidos por el en ese momento comandante Bon-Adrien de Moncey y Pierre de la Gennetière.

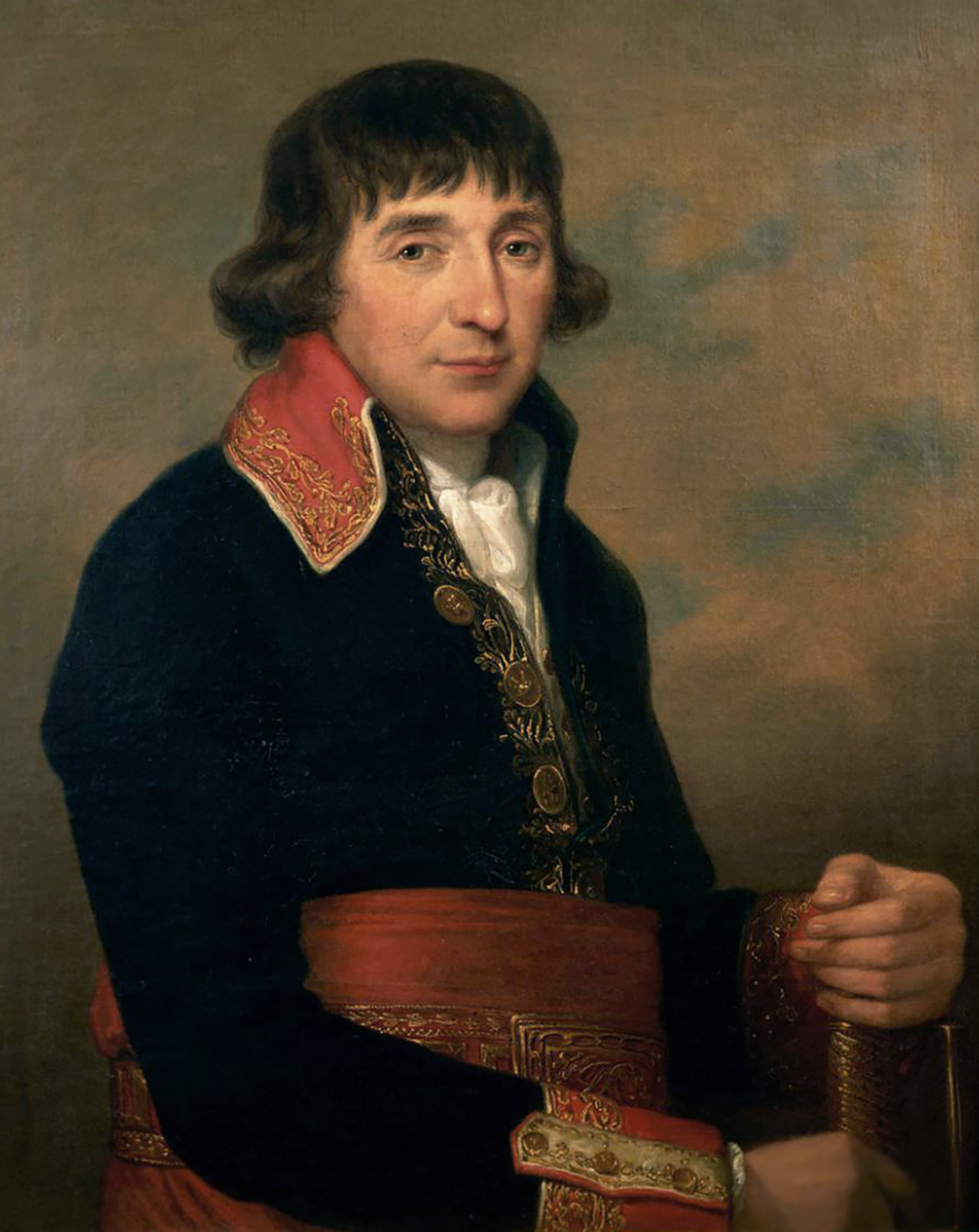
Augustin de L´Espinasse por Angelica Kauffmann (1798)

A finales de 1793 y con las operaciones paralizadas por el invierno, Francia ganaba en todos los frentes de Europa menos en los Pirineos, pero con el nuevo año todo iba a cambiar. Ahora el General Jacques Léonard Muller, que en octubre asumió el mando del ejército de los Pirineos a pesar de ser superado en rango por otros diez generales, contaba con 60 000 soldados por 20 000 Ventura Caro.

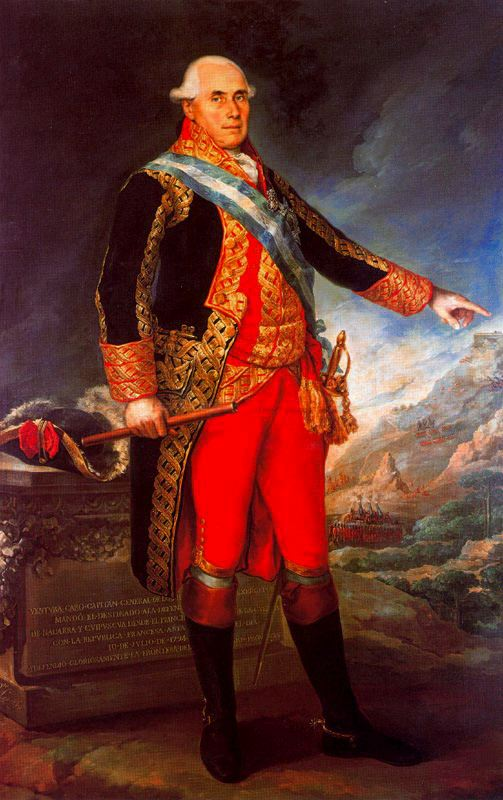
Ventura Caro por Vicente López Portaña

## Batalla
El general Caro, intentando retardar la más que segura ofensiva del enemigo, probó a adelantarse de nuevo con un ataque a pesar de que la estación del año no era la más propicia para ello. Las tropas se pusieron en movimiento a primera hora de la mañana. Formaron tres columnas formadas por 13 000 soldados, 700 jinetes y artillería que salieron desde Bera, desde Hendaya y desde las cercanías de la "Croix des Bouquets", una especie de fortificación en altura unida a la idéntica fortificación de "El Calvario de Urruña" por cortinas, épaules y redanes.
A golpe de bayoneta se hicieron con las dos fortificaciones. Desde La Croix des Bouquets bombardearon las posiciones francesas en el Campo de Sans Culottes. Ante la ausencia en ese momento del general Charles de Frégeville, el coronel Augustin de Lespinasse decidió que era mejor abandonar los puestos avanzados y reunir a todas sus tropas alrededor de un fuerte reducto que había fortificado con mucho cuidado y armado con varios cañones.
Ante el éxito que estaba teniendo la batalla los españoles siguieron avanzando y en una zona llamada La Redoute de la Liberté se produjo un feroz encontronazo entre el Regimiento Ultonia y la infantería francesa recién llegada de Tolón. Con la llegada de Frégeville y tras ocho horas de combates, Caro viendo que no podía mantener las fortificaciones tomadas a pesar del buen estado de las tropas dio la orden de retirarse.
Las pérdidas españolas ascendieron a 335 mientras que las francesas fueron 235.

## Consecuencias
A finales de febrero de 1794, el general Caro acudió a Aranjuez por orden del Rey, como también lo hicieron los responsables de los frentes de Aragón y de Cataluña, para discutir con el secretario de Estado Manuel Godoy la conveniencia de proseguir la contienda o no, que era lo que prefería el Conde de Aranda. Se escogió la guerra, que al parecer de algunos historiadores había comenzado por ser muy popular, aunque luego, en los frentes, no apareciera. El gobierno español había resuelto que todas las energías ofensivas debían dirigirse contra el enemigo en los Pirineos orientales.
Ante ese panorama en 1794 los franceses seguirán el mismo patrón que un año antes habían hecho las tropas españolas: Ir ganando terreno gradualmente hacía el Bidasoa.